# فینال جام جهانی فوتبال ۲۰۱۸
مسابقه نهایی جام جهانی ۲۰۱۸ مسابقه نهایی انجام شده در جام جهانی فوتبال ۲۰۱۸ است که در تاریخ ۱۵ ژوئیه ۲۰۱۸ در ورزشگاه لوژنیکی در شهر مسکو روسیه برگزار شد.که با قهرمانی فرانسه به پایان رسید و در نهایت کرواسی نایب‌قهرمان این دوره از رقابت‌های جام جهانی شد.

## پیشینه
فرانسه و کرواسی قبل از این مسابقه با هم ۵ بار رقابت کرده‌بودند که حاصل آن ۳ برد برای فرانسه و ۲ مساوی بود. اولین بازی این دو تیم در نیمه‌نهایی جام جهانی فوتبال ۱۹۹۸ بود که با پیروزی ۲–۱ فرانسه همراه شد.

## مواجهه تاکتیک‌ها
این فینال، مواجهه دو تیم تقریباً برابر در حمله و دفاع است که قبل از این بازی کرواسی با ۱۲ گل زده و فرانسه با ۱۰ گل زده در جام، در رده‌های سوم و پنجم هستند و از نظر گل‌خورده فرانسه با ۴ و کرواسی با ۵ گل خورده در رده‌های هشتم و پانزدهم رنکینگ جام هستند.

## مسیر تا فینال
| تیم      | بازی | امتیاز |
| -------- | ---- | ------ |
| فرانسه   | ۳    | ۷      |
| دانمارک  | ۳    | ۵      |
| پرو      | ۳    | ۳      |
| استرالیا | ۳    | ۱      |

| تیم      | بازی | امتیاز |
| -------- | ---- | ------ |
| کرواسی   | ۳    | ۹      |
| آرژانتین | ۳    | ۴      |
| نیجریه   | ۳    | ۳      |
| ایسلند   | ۳    | ۱      |

## مسابقه

### جزئیات
| فرانسه                                                                  | ۴ – ۲ | کرواسی                     |
| ----------------------------------------------------------------------- | ----- | -------------------------- |
| ماندژوکیج ۱۸' (گل‌به‌خودی) · گریزمن ۳۸' (پنالتی) · پوگبا ۵۹' · ام‌باپه ۶۵' | گزارش | پریشیچ ۲۸' · ماندژوکیج ۶۹' |

| فرانسه | کرواسی |

| GK         | ۱  | هوگو لوریس (c) |     |     |
| RB         | ۲  | بنژامن پاوار   |     |     |
| CB         | ۴  | رافائل واران   |     |     |
| CB         | ۵  | ساموئل اومتیتی |     |     |
| LB         | ۲۱ | لوکا هرناندز   | '۴۱ |     |
| CM         | ۶  | پل پوگبا       |     |     |
| CM         | ۱۳ | انگولو کانته   | '۲۷ | '۵۵ |
| RW         | ۱۰ | کیلین ام‌باپه   |     |     |
| AM         | ۷  | آنتوان گریزمن  |     |     |
| LW         | ۱۴ | بلز ماتویدی    |     | '۷۳ |
| CF         | ۹  | الیویه ژیرو    |     | '۸۱ |
| تعویض‌ها:   |    |                |     |     |
| MF         | ۱۵ | استیون ان‌زونزی |     | '۵۵ |
| MF         | ۱۲ | کورنتا تولیسو  |     | '۷۳ |
| FW         | ۱۸ | نبیل فکیر      |     | '۸۱ |
| سرمربی:    |    |                |     |     |
| دیدیه دشان |    |                |     |     |

| GK           | ۲۳ | دنیل سوباشیچ    |       |     |
| RB           | ۲  | شیمه ورسایکو    | '۹۰+۲ |     |
| CB           | ۶  | دیان لوورن      |       |     |
| CB           | ۲۱ | دوماگوی ویدا    |       |     |
| LB           | ۳  | ایوان استرینیچ  |       | '۸۱ |
| CM           | ۷  | ایوان راکیتیچ   |       |     |
| CM           | ۱۱ | مارسلو بروزویچ  |       |     |
| RW           | ۱۸ | انته ربیچ       |       | '۷۱ |
| AM           | ۱۰ | لوکا مودریچ (c) |       |     |
| LW           | ۴  | ایوان پریشیچ    |       |     |
| CF           | ۱۷ | ماریو مانجوکیچ  |       |     |
| تعویض‌ها:     |    |                 |       |     |
| FW           | ۹  | آندری کراماریچ  |       | '۷۱ |
| FW           | ۲۰ | مارکو پیاتسا    |       | '۸۱ |
| سرمربی:      |    |                 |       |     |
| زلاتکو دالیچ |    |                 |       |     |

| بهترین بازیکن زمین: آنتوان گریزمن (فرانسه) کمک داوران: هرنان مایدانا (آرژانتین) خوآن پابلو بلاتی (آرژانتین) داور چهارم: بیورن کویپرس (هلند) داور رزرو: اروین زینسترا (هلند) کمک داور ویدئویی: ماسیمیلیانو ایراتی (ایتالیا) کمک‌های کمک داور ویدئویی: مائورا ویلیانو (آرژانتین) کارلوس آستروزا (شیلی) دنی ماکلی (هلند) | قوانین مسابقه - ۹۰ دقیقه مسابقه. - ۳۰ دقیقه وقت اضافه در صورت لزوم. - در صورتی‌که همچنان مسابقه مساوی بود، تیم برنده با ضربات پنالتی مشخص خواهد شد. - هر تیم ۱۲ بازیکن ذخیره خواهد داشت. - در طول مسابقه هر تیم اجازه ۳ تعویض دارند و در وقت اضافه حق تعویض چهارم نیز خواهند داشت. |

## آمار بازی
| آمار            | فرانسه | کرواسی |
| --------------- | ------ | ------ |
| گل زده          | ۲      | ۱      |
| درصد مالکیت توپ | ۳۴٪    | ۶۶٪    |
| شوت             | ۱      | ۷      |
| شوت در چارچوب   | ۱      | ۲      |
| سیو             | ۱      | ۰      |
| کرنر            | ۱      | ۴      |
| خطا             |        |        |
| آفساید          | ۱      | ۰      |
| کارت زرد        | ۲      | ۰      |
| کارت قرمز       | ۰      | ۰      |

| آمار            | فرانسه | کرواسی |
| --------------- | ------ | ------ |
| گل زده          | ۲      | ۱      |
| درصد مالکیت توپ | ۳۴٪    | ۶۶٪    |
| شوت             | ۶      | ۷      |
| شوت در چارچوب   | ۵      | ۲      |
| سیو             | ۱      | ۳      |
| کرنر            | ۱      | ۲      |
| خطا             |        |        |
| آفساید          | ۰      | ۱      |
| کارت زرد        | ۰      | ۱      |
| کارت قرمز       | ۰      | ۰      |

| آمار            | فرانسه | کرواسی |
| --------------- | ------ | ------ |
| گل زده          | ۴      | ۲      |
| درصد مالکیت توپ | ۳۴٪    | ۶۶٪    |
| شوت             | ۷      | ۱۴     |
| شوت در چارچوب   | ۶      | ۴      |
| سیو             | ۲      | ۳      |
| کرنر            | ۲      | ۶      |
| خطا             | ۱۳     | ۱۳     |
| آفساید          | ۱      | ۱      |
| کارت زرد        | ۲      | ۱      |
| کارت قرمز       | ۰      | ۰      |